# Seabra (Bahia)
Seabra é um município brasileiro no interior do estado da Bahia, localizado na Chapada Diamantina, na qual é o município mais populoso.

## História
Até a chegada dos portugueses à Chapada Diamantina pela primeira vez, no século XVI, a região era habitada por índigenas falantes de línguas macro-jês, como os paiaiás e maracás, por exemplo.
No início do século XVIII, a Coroa Portuguesa determinou a abertura de uma estrada entre as florescentes vilas auríferas de Rio de Contas e Jacobina, em cujas margens fixaram-se portugueses e brasileiros desiludidos com os impostos cobrados pela Coroa sobre o ouro. Nessa época, formaram-se os povoados de Campestre e Passagem de Jacobina (posteriormente Cochó do Pega, atual sede de Seabra).
Por meio de Lei Provincial de 15 de março de 1847, confirmada pela Lei Provincial nº 899, de 15 de maio de 1863, o povoado de Campestre foi elevado à categoria de freguesia, com o nome de Nossa Senhora da Conceição do Campestre, pertencendo à vila de Minas do Rio de Contas. Por meio da Resolução provincial n° 1 014, de 8 de maio de 1868, a citada freguesia foi transferida para a vila de Lençóis.
Em 1874, começam as discussões para a criação da primeira cadeira de ensino primário no município, situada no distrito de Campestre, após a aprovação do Projeto nº 420. Porém, até outubro de 1887, ainda não havia sido implantada.
Por meio da Lei Provincial n° 2652, de 14 de maio de 1889, a Freguesia de Nossa Senhora da Conceição do Campestre foi elevada à categoria de vila, com o título de Agrícola Vila do Campestre, desmembrada de Lençóis, sendo instalada em 14 de dezembro do mesmo ano. Posteriormente, o Decreto Estadual nº 491 de 22 de junho de 1891, a vila referida recebeu o título de cidade, tendo o seu nome simplificado para “Campestre”.
As disputas pelo poder entre os coronéis Horácio de Matos e Manuel Fabrício de Oliveira em Campestre resultaram em um conflito entre eles entre 1914 e 1915, na qual a feira livre de Campestre foi transferida para o povoado de São Sebastião do Cochó.
A Lei estadual n° 1126-A, de 27 de agosto de 1915, renomeia o município de Campestre para Doutor Seabra, em homenagem ao então governador da Bahia, José Joaquim Seabra.
Desde 1922, já se pensava na transferência da sede do município de Doutor Seabra para o povoado de São Sebastião do Cochó, algo que só foi concretizado em 1929.
Pelos Decretos estaduais de n° 7455, de 23 de junho de 1931, e 7479, de 8 de julho do mesmo ano, o município teve seu nome simplificado para Seabra.
Em 1948, assumiu o primeiro prefeito de Seabra eleito pelo voto direto, Tito Lívio de Luna Freire, em cuja administração o município foi elevado à categoria de sede de comarca. Anos mais tarde, em 1962, parte do território seabrense foi desmembrado para criar os municípios de Iraquara e Souto Soares.

## Turismo
- Marco Zero: Na praça Luiz Henrique Xavier Acosta, centro da cidade, fica um monumento que representa o centro geográfico da Bahia.
- Povoado de Lagoa da Boa Vista: Foi fundado após a passagem da Coluna Prestes, onde algumas famílias se fixaram por causa do clima aprazível e das boas condições para formação de fazendas. Como principal atrativo se apresentam as fachadas das casas residenciais e comerciais, muito trabalhadas, com uma grande variedade de motivos. A poucos quilômetros, a caminho de Água de Rega, fica a Cachoeira do Riachão, uma sequência de escorregadeiras. Um local dotado de rara beleza.[14]
- Povoado de Vale do Paraíso (Antigo Gado Bravo): Tem em sua arquitetura colonial popular sua mais marcante, com fachadas das casas decoradas com detalhes diversos e suas calçadas feitas de pedras, em degraus. O seu cemitério bizantino da cidade de Mucugê: fica localizado no ponto mais alto do povoado. Mas tem ainda um atrativo natural, a Serra do Gado Bravo, a 1 415 metros de altitude (ponto culminante da área de proteção ambiental Marimbus-Iraquara), de onde se tem uma deslumbrante vista de diversos municípios da Chapada. É uma caminhada que vale a pena ser feita, inclusive pela existência de muitas bromélias, orquídeas e cactáceas, das mais diversas formas e cores, entre outras plantas nativas. Nas proximidades, ficam algumas grutas onde se veem diversos painéis de pinturas rupestres.[15]
- Povoado de Cochó do Malheiro: Maior mercado de gado da região no século XIX, foi palco de sangrentas batalhas entre o Coronel Heliodoro de Paula Ribeiro (Deputado na Constituinte de 1891) e a família Sá (de Lençóis e seus aliados locais), por ter desmembrado do município de Lençóis, respectivamente, Seabra e Palmeiras. O povoado chegou a ser totalmente destruído. Sua arquitetura marcante é representada pela casa que pertenceu ao Coronel e outras da mesma época, além da igreja.[16]
- Povoado de Campestre: Foi a primeira sede do município de Seabra. Sua igreja, N. Sra. da Conceição, é datada de 1847. Aí também ocorreram violentas batalhas entre os Coronéis Horácio de Matos e Manoel Fabrício de Oliveira, além de ter sido marcada pela passagem da Coluna Prestes.[17]
- Povoado de Alagadiço: Povoado que já foi importante mercado local, hoje decadente, tem como destaque a sua arquitetura, restos da Estrada Real, o Complexo Arqueológico de Alagadiço (formado por 19 sítios) riquíssimos em painéis de pinturas rupestres e, ainda, um cemitério indígena (foram encontradas peças de cerâmica características dos rituais fúnebres dos índios que habitavam a região – estudados pela UFBA), além de sua flora.[17]
- Igreja de Bom Jesus: Localizada no ponto mais alto do centro da cidade, construída em quartzito rosa, em estilo moderno (1975), é o terceiro maior templo católico do mundo, construído com essa pedra.[18]
- Igreja de São Sebastião: Localiza-se também no centro da cidade. Foi construída em homenagem ao santo padroeiro da cidade, como pagamento de uma promessa: o Sr. Antônio Laureano Pires, pai do futuro intendente municipal Silvino Laureano Pires e do futuro delegado Félix Laureano Pires, prometeu ao santo que se a cidade não fosse atingida pela peste bubônica, que assolava a região, ele ergueria uma igreja. Construída inicialmente em estilo barroco, foi demolida porque ameaçava desabar. A atual é em estilo moderno.[19]
- Grutas e cavernas: Especialmente na planície calcária, entre Seabra e Iraquara estão algumas grutas e cavernas de grande beleza, como a Buraco do Cão, Diva de Maura, Gruta de Santa, do Talhão, etc. Porém a única que tem estrutura turística é a primeira, que tem como atrativos, o Bolo de Noiva, que é um conjunto de represas de travertinos de 10 metros de altura; um pequeno fóssil encrustado na rocha, uma infinidade de estalactites e estalagmites, espeleotemas das mais diversas formas e cores e um lago de 600 metros de extensão.[19]

## Personalidades
Entre os seabrenses ilustres estão:
- Manuel Fabrício, político e coronel;
- Ryder Matos Santos, futebolista.